# Biserica Buna Vestire din Copăcel
Biserica Buna Vestire este un monument istoric aflat pe teritoriul satului Copăcel, comuna Hârseni. În Repertoriul Arheologic Național, monumentul apare cu codul 41131.03.

## Localitatea
Copăcel este un sat în comuna Hârseni din județul Brașov, Transilvania, România. Prima mențiune documentară este din anul 1489.

## Biserica
Biserica „Buna Vestire”, datând din anul 1726, este un monument istoric de categoria A, reprezentativ pentru pătrunderea artei brâncovenești în Transilvania. Are un plan dreptunghiular, turn-clopotniță
(adăugat în 1797), ancadramente brâncovenești și pictură interioară care, în timpul comunismului, a fost acoperită cu un strat de var. La conscripția religiosă din 1733 în localitatea Copăcel (cu denumirea cu ortografie maghiară: Kopacsel) funcționau 4 preoți greco-catolici: Sztréza (Streza), Rád (Radu), Iuon (Ion) și Mány (Maniu?).